# Het godvrrgeten eiland
Het godvrrgeten eiland is een stripreeks, door Luc Cromheecke en Sti. De strip verscheen oorspronkelijk in weekblad Spirou en werd in album uitgegeven bij Dupuis. In het Nederlands werd deze strip uitgegeven door Strip2000. 
Hoofdpersoon is een schipbreukeling. Hij probeert weg te geraken van het eiland waarop is hij is aangespoeld. Dit eiland is niet onbewoond: inboorlingen, piraten en allerlei dieren zorgen voor de humor.

## Trivia
- Scenarist Sti was liefhebber van de reeks Tom Carbon van Luc Cromheecke en nodigde hem uit op een stripfestival. Zo is hun samenwerking ontstaan.[1]